# Borneo de Nord

Drapelul de Nord Borneo.

Nord Borneo a fost un protectorat britanic sub suveranitatea North Borneo Chartered Company, care a existat în perioada 1882-1941.